# Esperança da Costa
Esperança Maria Eduardo Francisco da Costa, född 3 maj 1961 i Luanda, är en angolansk biolog, forskare och politiker. Sedan 15 september 2022 är hon Angolas vicepresident.
Esperança da Costa var vice partiledare för det politiska partiet MPLA i samband med valet 2022. Efter partiets valvinst utsågs hon till vicepresident och blev därmed första kvinna på posten.
da Costa avlade examen i biologi från Universidade Agostinho Neto 1985. 1997 avlade hon doktorsexamen i växtekologi vid Universidade Técnica de Lisboa.